# Македонски бюлетин (1905)
Вижте пояснителната страница за други значения на Македонски бюлетин.
„Македонски бюлетин“ с подзаглавие Орган на народната революция в Македония и Одринско e български политически седмичник.

## История
Излиза веднъж в седмицата в София, под редакцията на Стефан Попгеоргиев. Печата се в печатницата на Б. Зилбер. Излиза единствен брой.